# Štefan Bošnák
Štefan Bošnák (* 30. října 1947 Malženice) je slovenský politik za KDH, po sametové revoluci československý poslanec Sněmovny národů Federálního shromáždění, od 90. let dlouhodobě primátor Trnavy, prezident Unie měst Slovenska.

## Biografie
Do roku 1978 pracoval na Okresní zemědělské správě v Trnavě. Od roku 1990 byl členem městského zastupitelstva v Trnavě, od roku 1991 jako zástupce primátora. V komunálních volbách na Slovensku roku 1994 byl opětovně zvolen do zastupitelstva a stal se primátorem Trnavy. Tento post pak obhájil opakovaně v komunálních volbách roku 1998, komunálních volbách roku 2002 i komunálních volbách roku 2006. Primátorem byl do roku 2010. Od roku 1995 byl rovněž členem Klubu primátorů měst Slovenské republiky a členem Rady sdružení historických měst SR. Zastával rovněž post místopředsedy regionálního sdružení Jaslovské Bohunice při Združenie miest a obcí Slovenska. Od roku 1999 zasedal v předsednictvu a radě celostátního Združenie miest a obcí Slovenska a v roce 2007 se stal prezidentem sdružení Únia miest Slovenska. V roce 2011 se za svou práci pro město stal čestným občanem Trnavy.
Krátce působil i v nejvyšším československém zákonodárném sboru. Ve volbách roku 1992 byl za KDH zvolen do slovenské části Sněmovny národů. Ve Federálním shromáždění setrval do zániku Československa v prosinci 1992.
Je ženatý, má čtyři děti.